# Tour de Cesson
La tour de Cesson est un édifice construit en 1395 sur ordre du duc Jean IV de Bretagne. Elle domine l'estuaire du Gouët et la baie de Saint-Brieuc.

## Historique
Cesson était une châtellenie sous l'Ancien Régime. 

### Moyen Âge tardif et Renaissance
La tour de Cesson, dont les origines remontent au XIe siècle, fut édifiée à partir de 1395 sur ordre du duc de Bretagne Jean IV de Montfort, les travaux étant poursuivis par son successeur Jean V. Construite à près de 70 m de hauteur sur un éperon rocheux dominant la baie, la tour de Cesson est un site historique et archéologique. Cet emplacement stratégique est choisi afin de protéger l'embouchure du Gouët et la ville de Saint-Brieuc des attaques des pirates et d'éventuels agresseurs. D'ailleurs, différents vestiges, monnaies, ruines, fondations témoignent de l'occupation de ce lieu, possiblement gallo-romaine, bien que les sources disponibles ne permettent pas de le confirmer. La tour permet aussi au Duc de surveiller le trafic commercial maritime. La tour a été occupée par Olivier de Clisson tandis que le duc Jean IV la réclamait au connétable, à la suite du traité de 1388.
Elle fait partie du domaine ducal en 1423, lorsqu'elle sert de prison à Morice de Ploësquellec, et du domaine royal, au XVIe siècle (vers 1532), quand un édit réunit les juridictions de Cesson et de Goëlo pour les transférer à Saint-Brieuc. Dès que la guerre de la Ligue commence en Bretagne, du fait de son positionnement, la tour de Cesson prend une grande importance stratégique. Après avoir été tenue par le duc de Mercœur à partir de 1592, elle finit par être prise en 1598 par le comte de Brissac (partisan d'Henri IV), qui ordonne le démantèlement de la forteresse à la demande des habitants. Une partie est conservée pour servir d'amer aux navigateurs à partir de 1625.

### Époque contemporaine

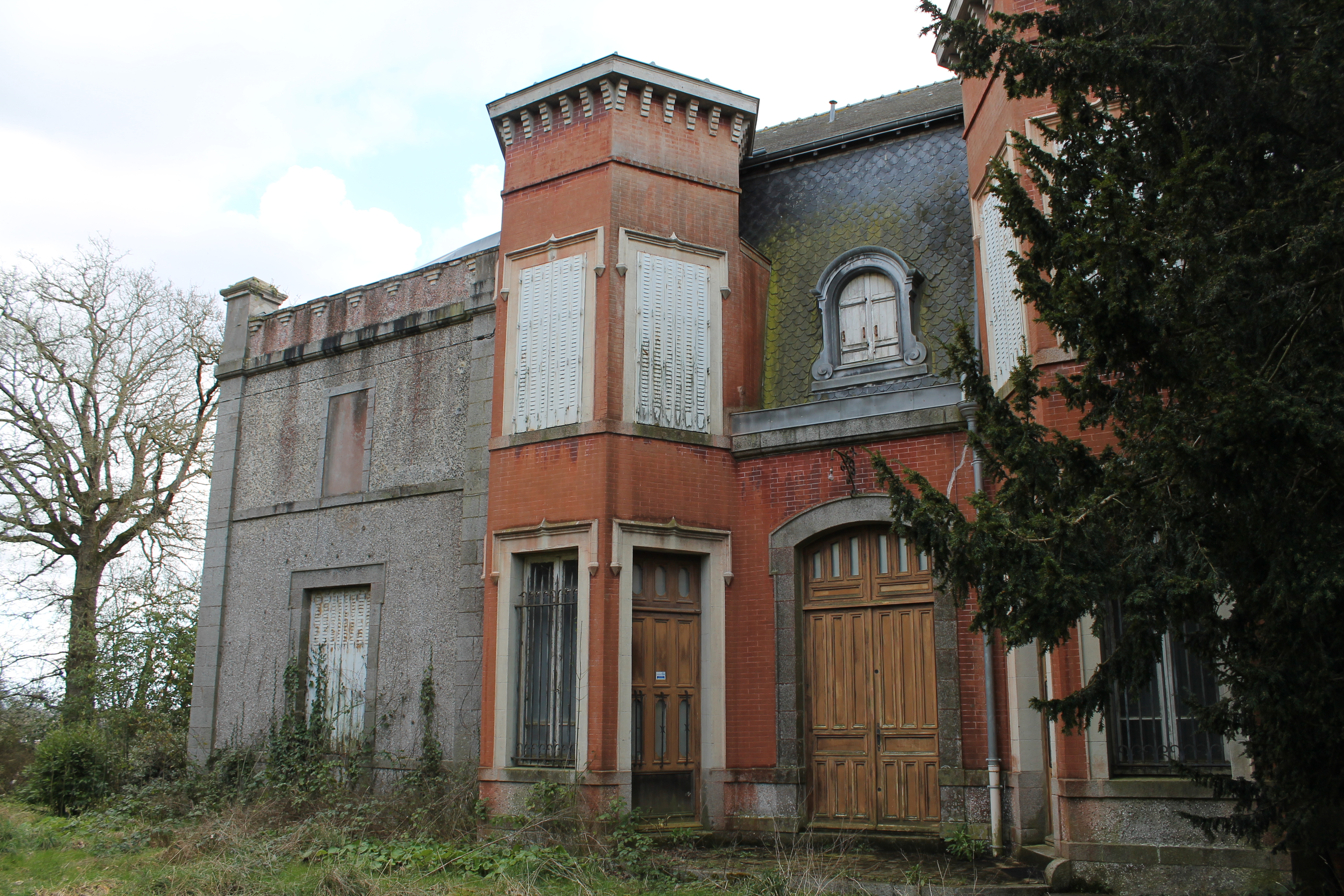
Manoir de la tour de Cesson

Avant la Révolution, la tour de Cesson, bâtie sur un terrain nommé le Tertre-au-Duc, appartient au duc de Penthièvre. Vendue en 1791, elle est rachetée en 1852 par Alexandre Olivier Glais-Bizoin qui fit construire un manoir près de la tour. Il y vécut jusqu'à sa mort, en 1877.
Les ruines de la tour de Cesson sont inscrites Monument historique depuis 1926.
Le terrain sera réquisitionné par les Allemands durant la Seconde Guerre mondiale. La position Wn - Po 05 (zone nommée par les Allemands) avait été construite pour défendre l'entrée du port de la ville. Des mines seront posées et des bunkers construits au bout de la pointe.

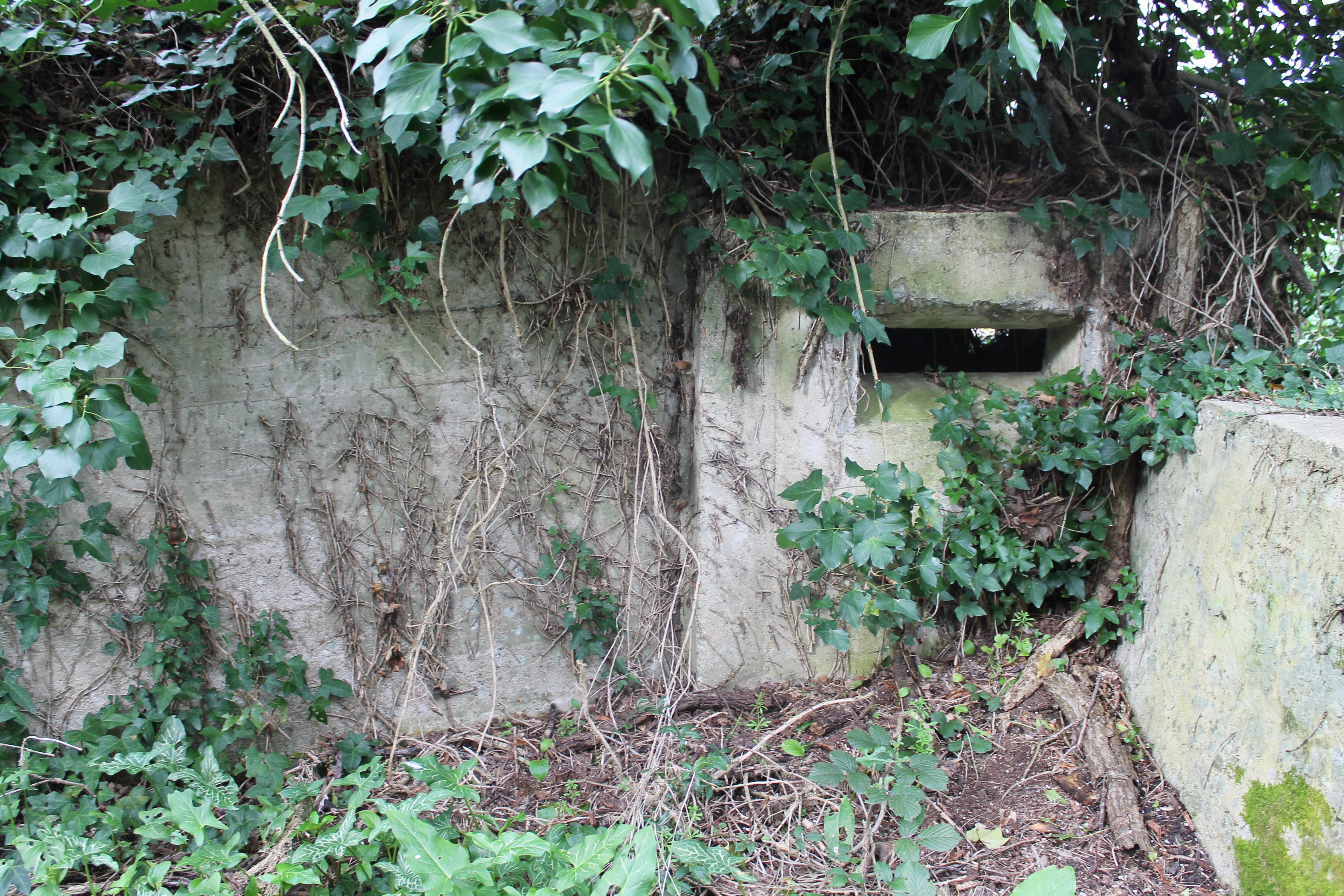
Observatoire.
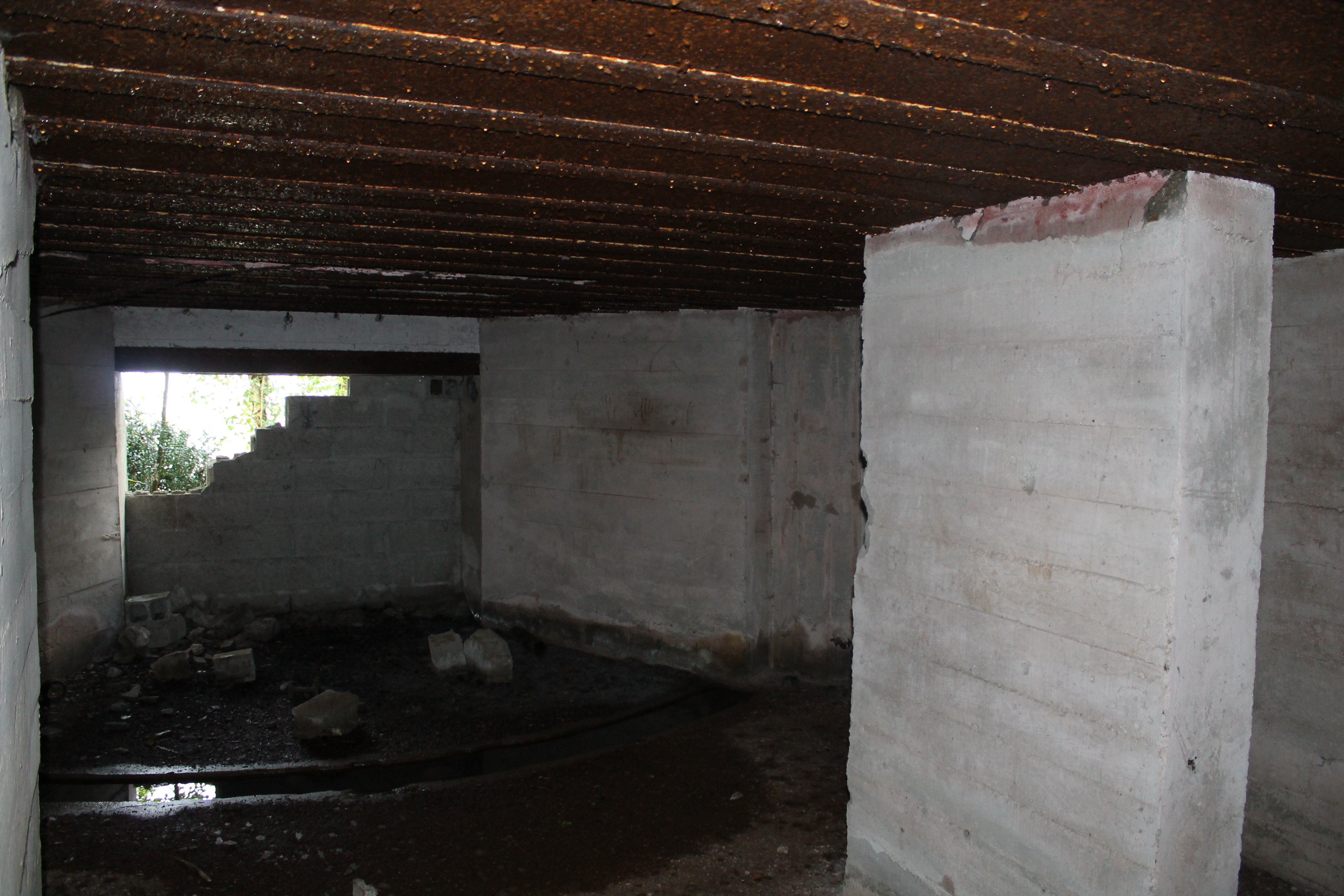
Intérieur d'un bunker.

### Aujourd'hui
La tour est située sur un domaine privé mais à l'abandon. La ville de Saint-Brieuc a pour projet de la rendre accessible au public.
Le 25 janvier 2018, le manoir adjacent à la tour est victime d'un incendie criminel,,. À la suite de cet incident, la maire souhaite créer une association de sauvegarde du site.
Depuis novembre 2020, la ville de Saint-Brieuc possède la tour de Cesson, le manoir construit par la famille Glais-Bizon et diverses terres en contrebas de la pointe de Cesson.

## Caractéristiques

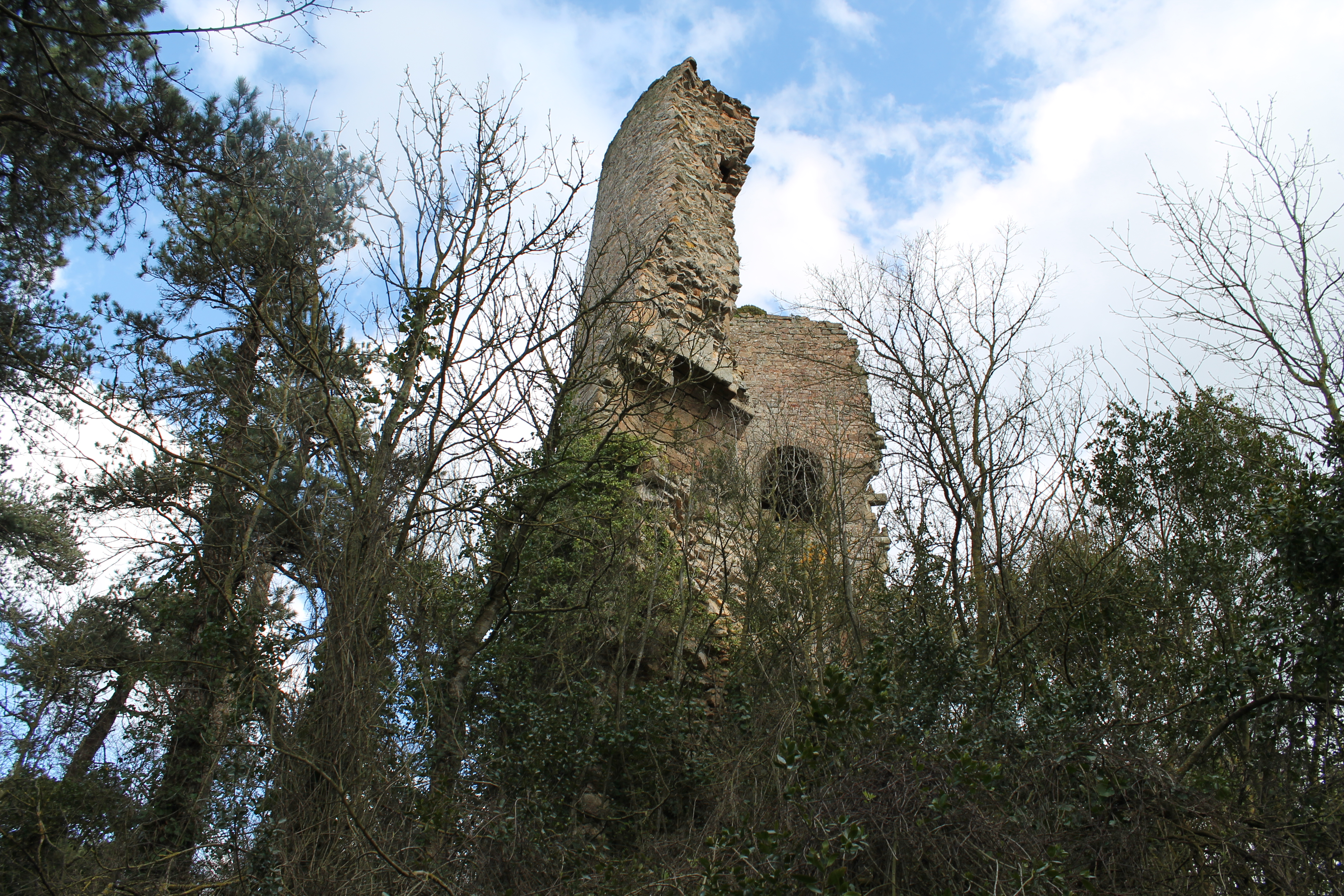

À l'époque, la tour faisait une hauteur d'environ 70 m et comptait quatre étages. Ses murs avaient une épaisseur d'environ trois mètres. La plate-forme située à son sommet avait probablement des mâchicoulis.

## Galerie

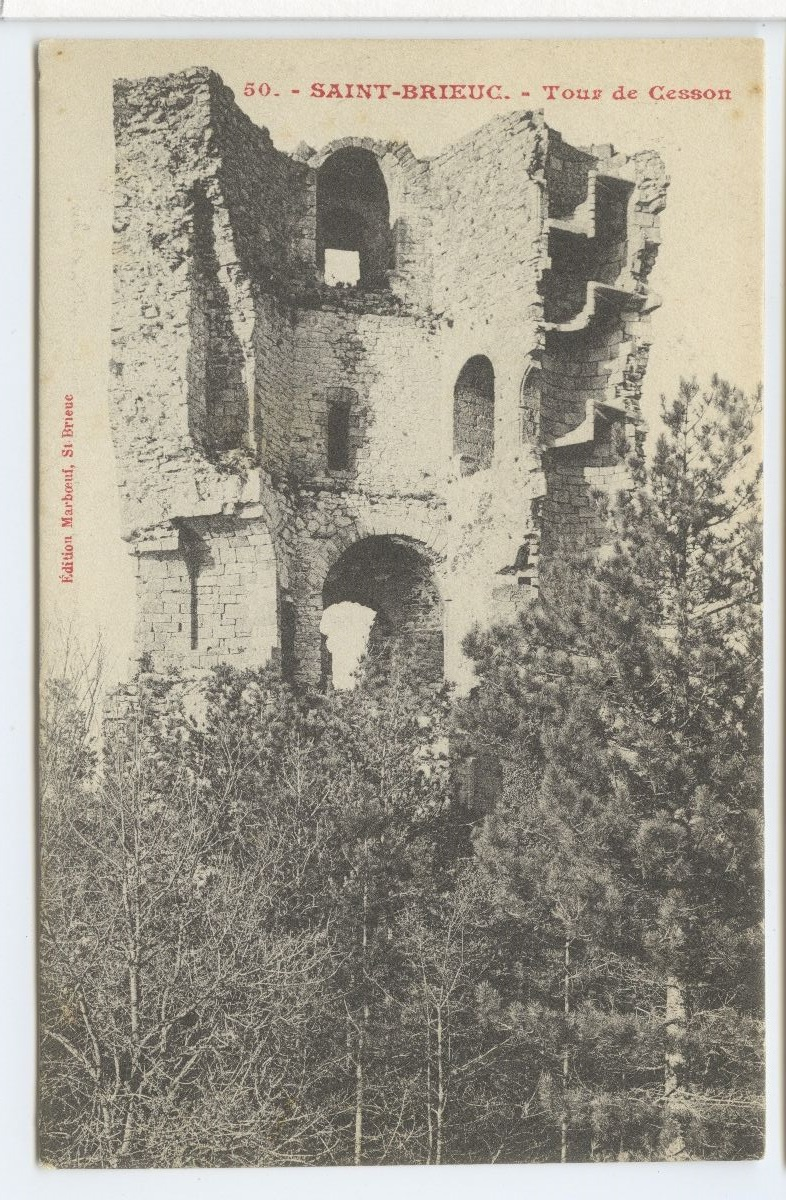
Tour de Cesson, Collection musée d'art et d'histoire de Saint-Brieuc, 94.26.123
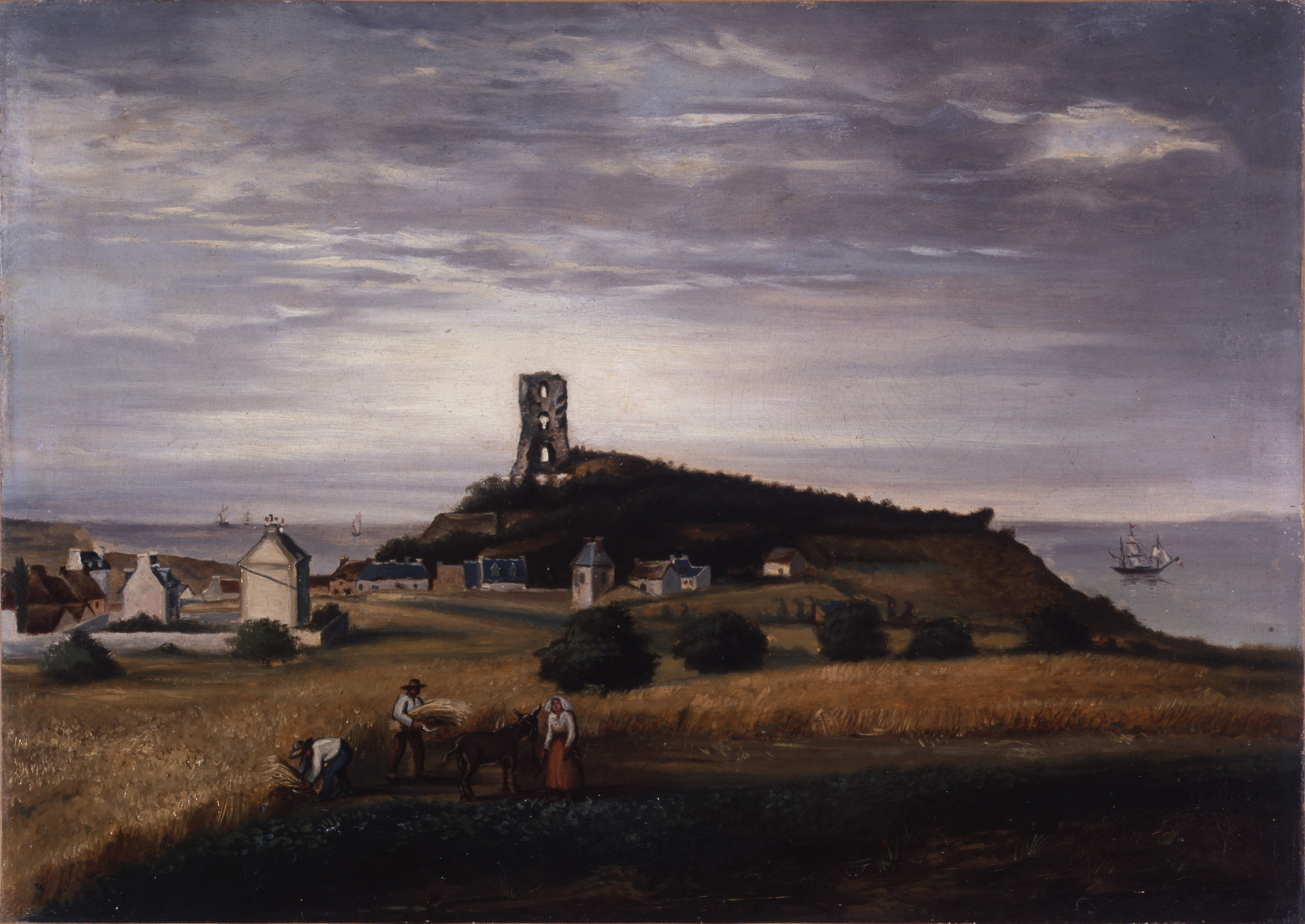
La tour de Cesson - anonyme - musée d'art et d'histoire de Saint-Brieuc, 996.29.1
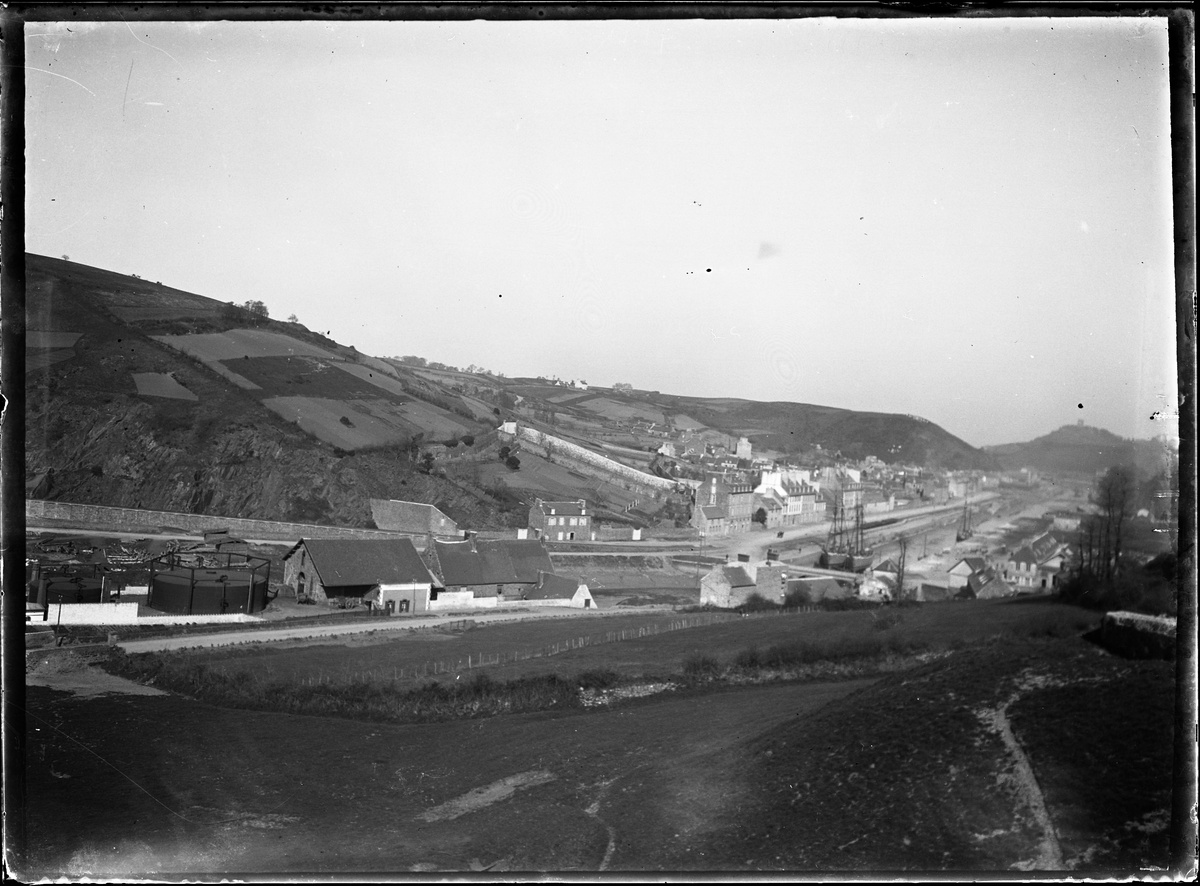
Port du Légué, Saint-Brieuc, musée d'art et d'histoire de Saint-Brieuc 992.13.411
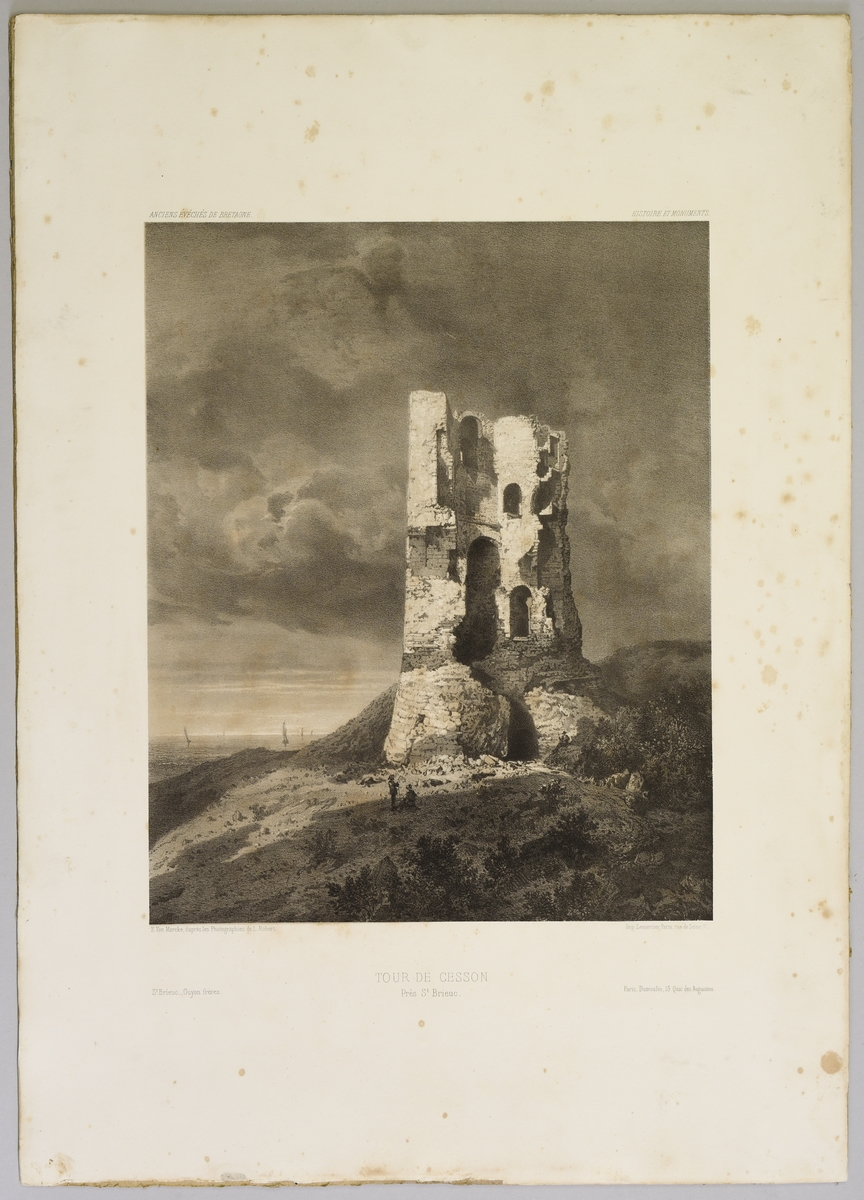
Tour de Cesson, près de Saint-Brieuc, musée d'art et d'histoire de Saint-Brieuc, 383
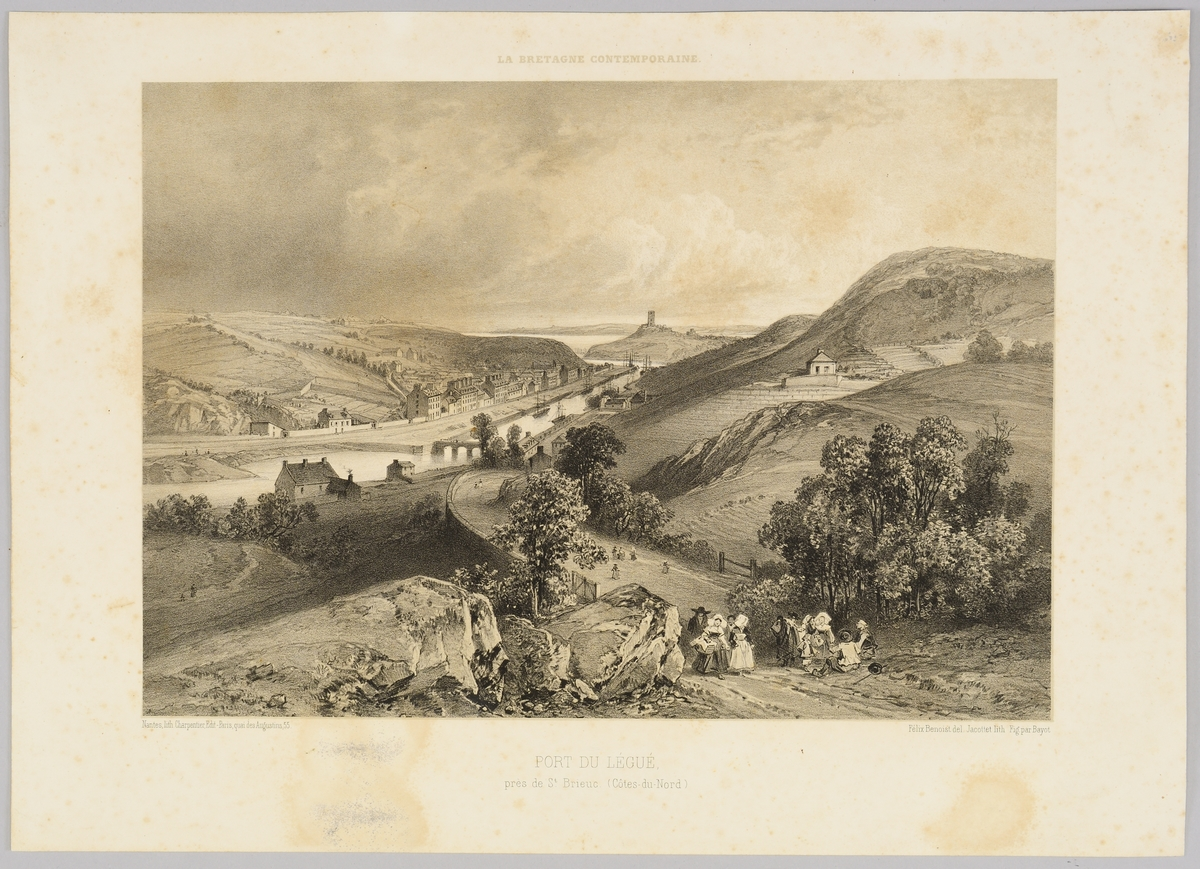
Port du légué - Felix BENOIST,  Musée d'art et d'histoire de Saint-Brieuc, 73.19.6
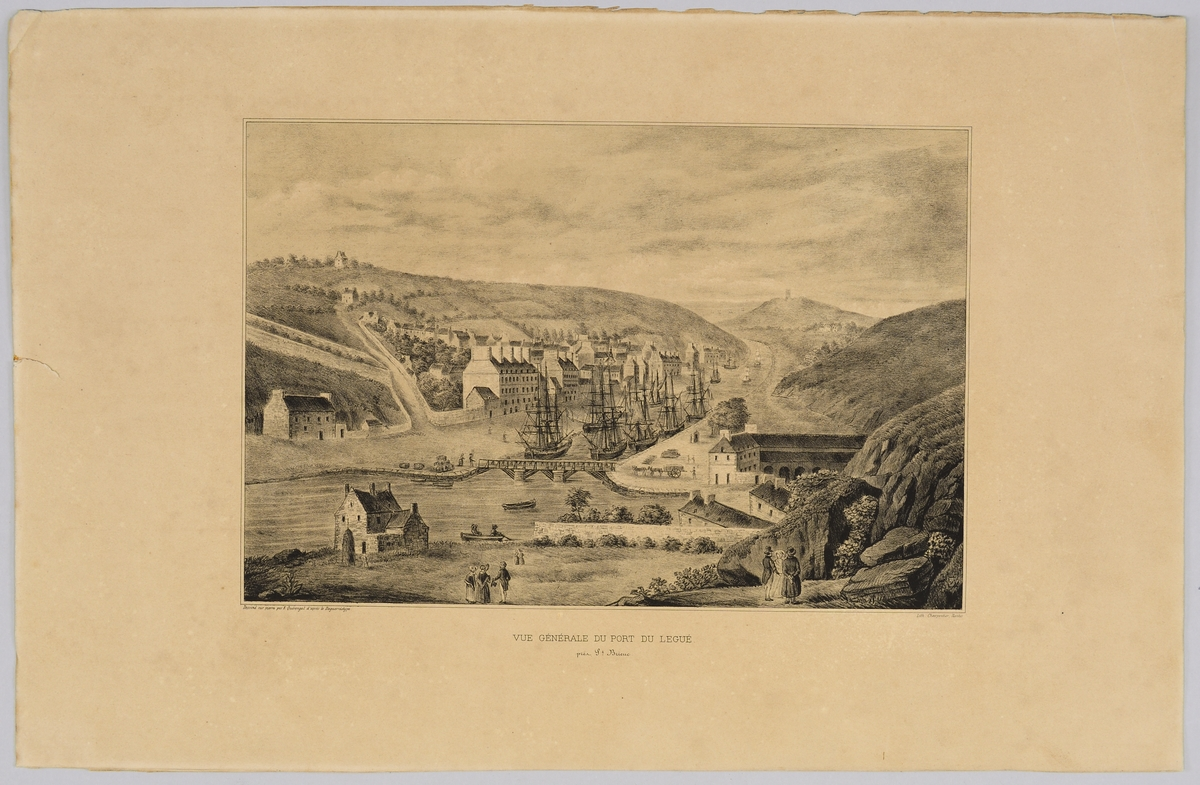
Vue générale du port du Légué, près de Saint-Brieuc, musée d'art et d'histoire de Saint-Brieuc, 680
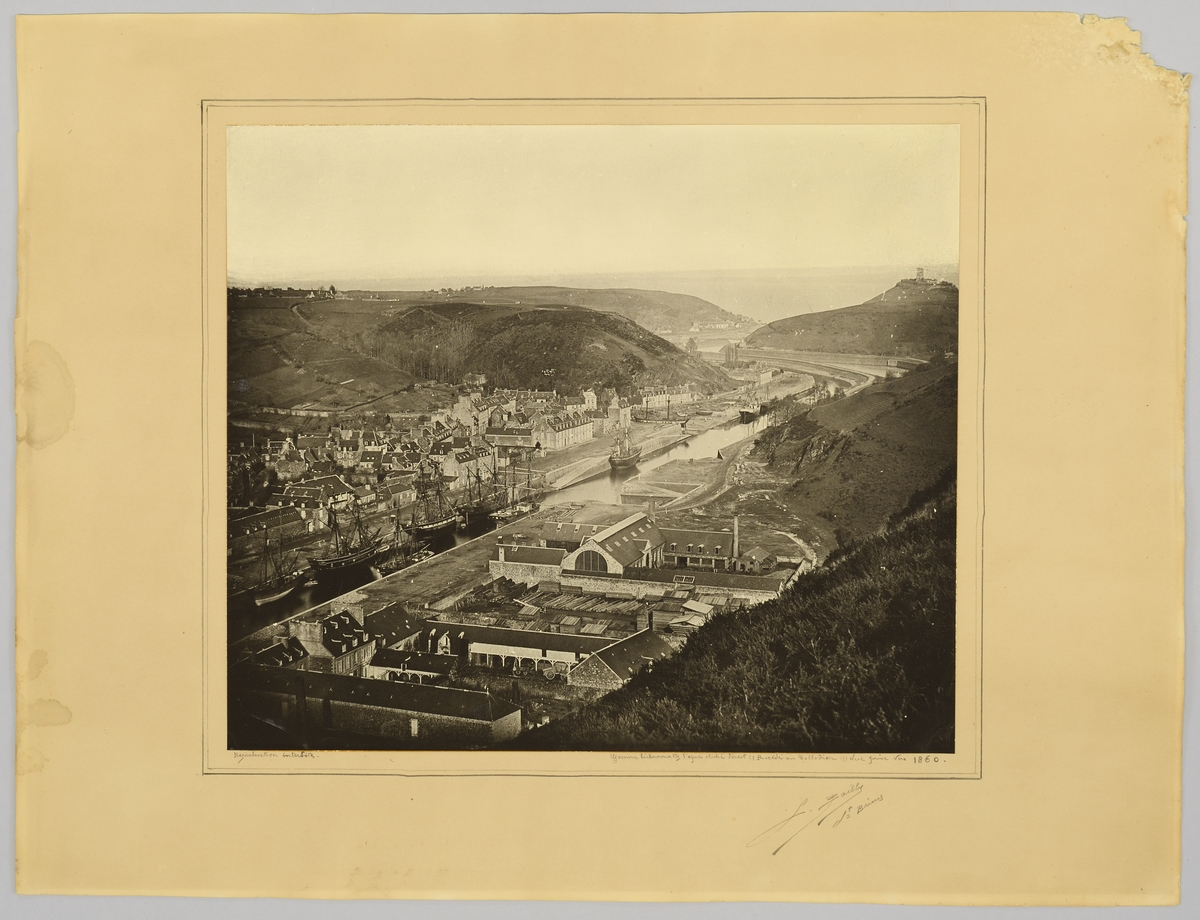
Port du Légué, photo de Lucien Bailly, musée d'art et d'histoire de Saint-Brieuc, 2002.24.364